# (89959) 2002 NT7
(89959) 2002 NT7は地球近傍小惑星の一つ。2002年7月9日に、ホワイトサンズ・ミサイル実験場の一角に設置されたリモートテレスコープを用いて行われていたリンカーン地球近傍小惑星探査 (LINEAR) によって発見された。

## 衝突の可能性
発見当初、2019年2月1日に地球に衝突する可能性が指摘され、パレルモスケールは0.06や0.18と計算された。2002 NT7は、一時的にせよ、史上初めてパレルモスケール上で正の値をもった天体である。
その後、観測が積み重なるにしたがって軌道予測の精度が上がると、地球との衝突確率は減少していった。2002年7月25日にはパレルモスケールは-0.25に引き下げられた。2002年8月1日には今後100年間は衝突する可能性が無くなったとして、JPLの地球との衝突の可能性がある天体のリストから外された。その後、パロマー天文台にて1954年7月10日に撮られた写真乾板の中に2002 NT7が写っていた事が判明するなどしてかなり精密な軌道が求まり、2004年には小惑星89959番として登録された。

## 社会的影響
発見当初、地球に衝突する可能性のあることが指摘されると、世界中のマスコミがこれを大々的に報道した。

### 予言
ブラジルの“予言者”であるジュセリーノ・ダ・ルースは、2018年に(89959) 2002 NT7が地球に衝突する可能性が60%あると予言している。しかし、2019年の1月から2月にかけて地球の軌道を横切る周期2.29年の小惑星が、2018年に地球に衝突することは、物理的にありえないことである。